# Doença pandêmica
Doença pandêmica, refere-se a uma doença numa população de um país, povo ou habitantes de todo o mundo. Geralmente o conceito é usado nesta última acepção.